# Phaneta apacheana
Phaneta apacheana is een vlinder uit de familie van de bladrollers (Tortricidae). De wetenschappelijke naam van de soort is, als Semasia apacheana, voor het eerst geldig gepubliceerd in 1884 door Thomas de Grey Walsingham.

## Type
- holotype: "male"
- instituut: BMNH, Londen, Engeland
- typelocatie: "USA, Arizona"